# Гремячинское месторождение калийных солей
Гремячинское месторождение калийных солей — крупнейшее по запасам месторождение калийных солей в европейской части России. Расположено в Котельниковском районе Волгоградской области. Объемы запасов оцениваются в 1,6 млрд тонн. Освоение ведет компания «Еврохим».

## Характеристики
Гремячинское месторождение расположено рядом с железнодорожной станцией Гремячая в Котельниковском районе Волгоградской области.
Месторождение пластового типа, приурочено к галогенным образованиям кунгурского яруса нижней перми, Приволжской моноклинали, отличающимися субгоризонтальным залеганием.
Расположено в пределах Котельниковского района Волгоградской области (150 км к юго-западу от города Волгограда, 20 км от города Котельниково. Площадь лицензионного участка: 96,9 км² (в контуре утвержденных запасов — 64,5 км²). Предельные размеры участка: ширина — 11,3 км, длина — 14,9 км.
Утвержденные запасы: 1,6 млрд тонн калийных солей (сильвинитовых руд) с содержанием хлористого калия до 40 %. Мощность продуктивной залежи составляет от 2,3 метров до 21,5 метров.
Запасы кат. А+В+С1 — 1 254 506 тыс. тонн сырых солей (313 219 тыс. тонн К2О, 10,5 % от запасов РФ), кат. С2 — 359 094 тыс. тонн, (92 371 тыс. тонн К2О); забалансовые запасы — 74 437 тыс. тонн (15 764 тыс. тонн К2О).

## Освоение
Месторождение было  открыто и изучено в 1979—1982 гг. Волгоградской геологоразведочной экспедицией ПГО «Нижневолжскгеология».
Разведка осуществлялась в два этапа. В результате первого этапа Федеральное агентство по недропользованию в 2007 году утвердило запасы сильвинитов: по категориям B+C1 — 387264 тыс. тонн, по категории С2 — 759384 тыс. тонн. На втором этапе, в 2008—2009 гг. была проведена подготовка к освоению месторождения и доразведка всего участка. Все разведочные скважины вскрыли продуктивную сильвинитовую залежь со средним значением 10,21 метров и средним содержанием KCl 39,52 %.
Лицензию на разработку Гремячинского месторождения получило ООО «ЕвроХим-ВолгаКалий», которое входит в международную химическую компанию «Еврохим». По состоянию на 2021 год компания завершает строительство горно-обогатительного комбината на базе Гремячинского месторождения.

## Горно-обогатительный комбинат
Проект строительства горно-обогатительного комбината по добыче и обогащению калийных солей мощностью 2,3 млн тонн в год (95% KCl) на базе Гремячинского месторождения был представлен в 2008 году. По состоянию на конец 2021 года строительство находится в стадии завершения.
Подготовительные работы были начаты в 2007 году, и по первоначальному плану производство должно было быть запущено в 2013 году. Но из-за ошибок, допущенных подрядчиками, срок ввода в эксплуатацию несколько раз переносился. Проектная глубина скиповых стволов — 1147 метров, клетевого ствола — 1114 метров.
В 2019 году в ходе строительства горно-капитальных выработок подземного комплекса рудника была осуществлена добыча калийных солей в количестве 30,876 тыс. тонн.
Общий объем инвестиций оценивается в 142 млрд рублей.